# Lenskij rajon
Il distretto di Lensk (in russo Ленский муниципальный район?, Lenskij municipal'nyj rajon) è un distretto municipale dell'Oblast' di Arcangelo, in Russia.
Il centro amministrativo è la località di Jarensk, con circa 4 100 abitanti.